# Julia Turkali

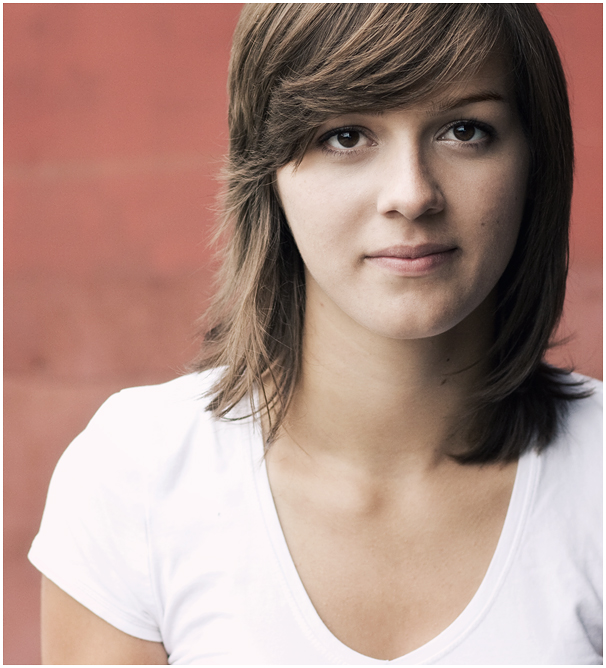
Julia Turkali (2010)

Julia Turkali (* 1. Mai 1990 in Frankfurt am Main) ist eine deutsche Schauspielerin.

## Karriere
Julia Turkali wurde in Frankfurt am Main geboren und besuchte dort ein Gymnasium, welches sie 2009 mit dem Abitur abschloss. Nach dem Abitur zog sie nach Erfurt und studierte an der Universität Erfurt Kommunikationswissenschaft und Wirtschaftswissenschaften. Bereits während ihrer Schulzeit besuchte Turkali Schul- und Jugendtheater. Seit 2008 befasste sie sich intensiver mit der Schauspielerei vor der Kamera. Sie besuchte Camera-Acting-Workshops und bekam bald darauf ihre erste TV-Rolle; die Rolle der Tatjana Jonas in der Kinder- und Jugendserie Schloss Einstein. Turkali ist neben Schloss Einstein in verschiedenen Kurzfilmen zu sehen. Bis Ende 2010 spielte sie bei Schloss Einstein mit. Julia Turkali absolvierte ein Schauspielstudium in Edinburgh, Schottland.

## Filmografie
- 2009–2010: Schloss Einstein (Hauptrolle)
- 2010: Puppet Box (Kurzfilm, Hauptrolle)
- 2010: Delivered (Kurzfilm, Hauptcast)
- 2010: Mescalito – Deine Stimme, deine Sendung (Hauptrolle)
- 2010: Krimi.de
- 2010: Kusumu – Wann gehts jetzt endlich los? (Musikvideo, Hauptrolle)
- 2010: The Stinsons – Early Weather (Musikvideo, Hauptrolle)
- 2011: Zauberduft (Kurzfilm, Hauptrolle)
- 2011: Stufenlos (Kurzfilm, Hauptrolle)
- 2013: sub rosa (Kurzfilm)
- 2014: Gute Zeiten, schlechte Zeiten (Nebenrolle)
- 2015: Schläfer (Kurzfilm, Hauptrolle)
- 2015: GHOST (Kurzfilm, Hauptrolle)
- 2015: SPLIFFS & CRISPS (Kurzfilm, Hauptrolle)